# Kanton Echternach
Het kanton Echternach (Luxemburgs: Kanton Iechternach) ligt in het Oosten van het Groothertogdom Luxemburg. In het Noorden en Oosten grenst het kanton aan Duitsland, in het Zuiden aan het kanton Grevenmacher en in het westen aan de kantons Mersch en Diekirch.

## Onderverdeling
Het kanton Echternach bestaat uit 7 gemeentes.
1. Beaufort
2. Bech
3. Berdorf
4. Consdorf
5. Echternach
6. Rosport-Mompach
7. Waldbillig

## Bezienswaardigheden
- Mullerthal

Capellen · Clervaux · Diekirch · Echternach · Esch-sur-Alzette · Grevenmacher · Luxemburg · Mersch · Redange · Remich · Vianden · Wiltz

 Europa · Luxemburg · Kantons · Gemeenten 